# Bataille de Marmiton River
Guerre de Sécession
Batailles
Expédition de Price au Missouri
- Fort Davidson
- 4e Boonville
- Glasgow
- Lexington
- Little Blue River
- 2e Independence
- Byram's Ford
- Westport
- Marais des Cygnes
- Mine Creek
- Marmiton River
- 2e Newtonia

La bataille de Marmiton River, aussi désignée sous les noms de bataille de Shiloh Creek ou Charlot's Farm est une bataille secondaire de la Guerre de Sécession qui a lieu le 25 octobre 1864, dans le Missouri. Elle fait partie de ce qui est appelé le Raid de Price.

## Le contexte

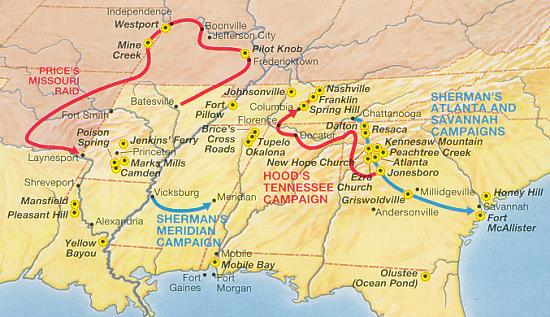
Le Raid de Price, à l'automne, 1864

En 1864, la Confédération sudiste prévoit une offensive pour reprendre le contrôle du Missouri et, par contrecoup, probablement empêcher la réélection de Lincoln. L'opération se transforme en raid de cavalerie, sous le commandement de Sterling Price.
L'opération débute le 19 septembre. Après de multiples engagements, victorieux ou non, il subit une défaite marquante le 23 octobre à Westport. À la suite de la bataille de Mine Creek, le "Major general" sudiste Sterling Price continue sa progression vers Fort Scott (Kansas).

## Le combat

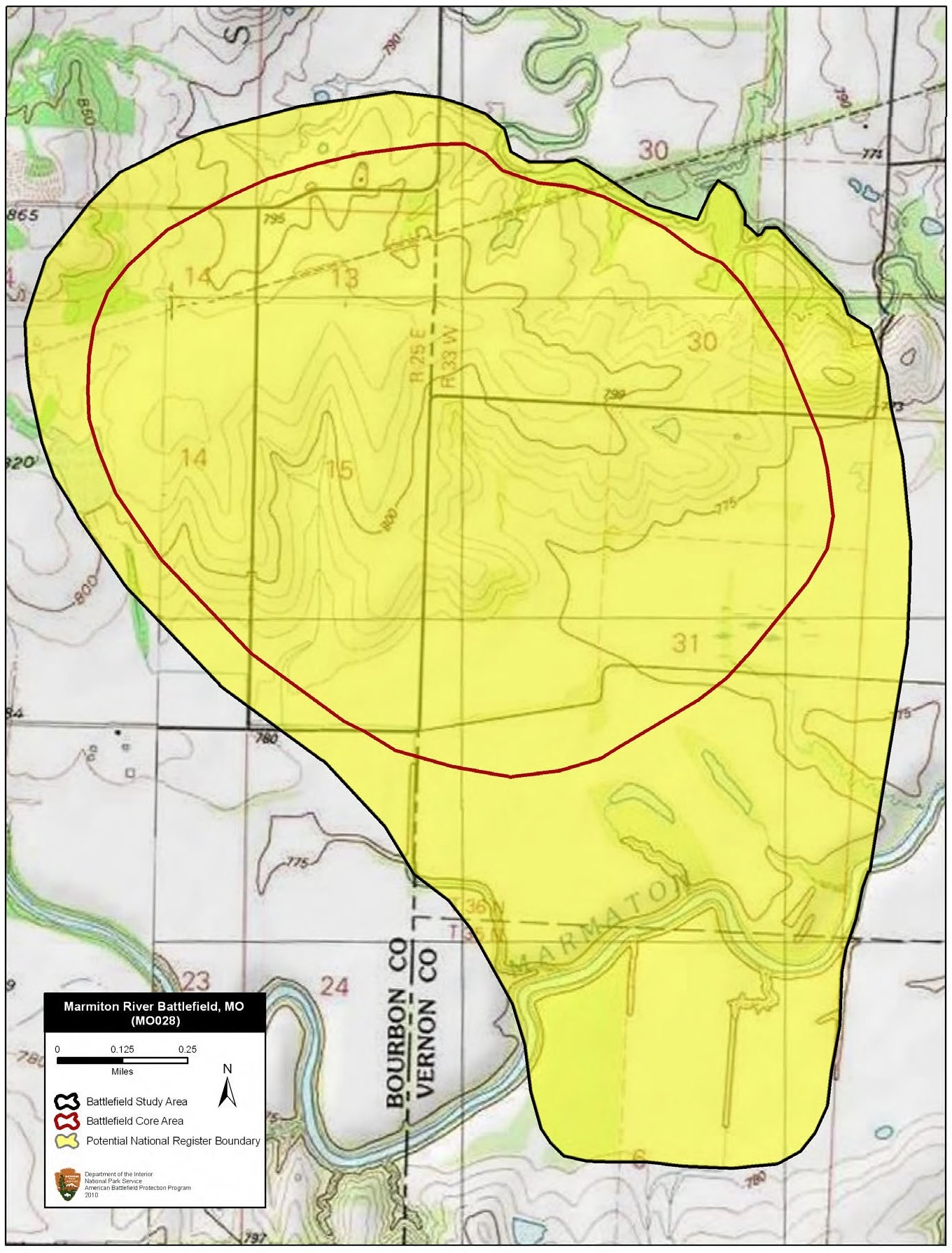
Carte du champ de bataille de Marmiton River et des zones d'études du programme de protection des champs de bataille américains

Dans la fin de l'après-midi, ses bagages et approvisionnements rencontrent des difficultés à passer à gué la rivière Marmiton. Il est contraint de marquer un arrêt et deux brigades nordistes, cavalerie de la division Pleasanton, commandées par le "brigadier general John McNeil attaquent le convoi sudiste.
Celui-ci comprend beaucoup de monde mais une bonne partie non armés. Cependant, ignorant ce fait et abusé par le nombre apparent de ses adversaires, le général nordiste se borne à escarmoucher sans songer à un assaut général.
Au bout de deux heures, les sudistes réussissent à passer et poursuivent leur retraite. Les fédéraux se contentent de les suivre.

## Les suites
La force emmenée par Price n'a plus, à ce moment, de valeur militaire significative. Son seul objectif désormais est de pouvoir ramener le maximum de ses hommes en territoire ami.

## Sources
- (en) Cet article est partiellement ou en totalité issu de l’article de Wikipédia en anglais intitulé « Battle of Marmiton River » (voir la liste des auteurs).
- (en) Dale E. Davis, Assessing Compound Warfare During Price's Raid, 2004, U.S. Army Command and General Staff College, Fort Leavenworth,